# سد كارون الرابع (آبجدان)
سد كارون الرابع (بالإنجليزية: Sadd-e Karun Chahar)‏ هي منطقة سكنية تقع في إيران في قسم آبجدان الريفي. يقدر عدد سكانها بـ 22 نسمة .